# Giacomo Furia
Giacomo Furia (Arienzo, 2 janvier 1925 - Rome, 5 juin 2015) est un acteur italien.

## Filmographie
- 1948 : 
  - Assunta Spina, de Mario Mattoli
  - La macchina ammazzacattivi, de Roberto Rossellini
- 1949 :  
  - La sposa non può attendere, de Gianni Franciolini
  - Totò cerca casa, de Mario Monicelli et Steno
  - Signorinella, de Mario Mattoli
  - Biancaneve e i sette ladri, de Giacomo Gentilomo
- 1950 :
  - Tototarzan, de Mario Mattoli
  - Totò sceicco, de Mario Mattoli
  - Mon frère a peur des femmes (L'inafferrabile 12), de Mario Mattoli
- 1951 : 
  - Arrivano i nostri, de Mario Mattoli
  - Les Feux du music-hall (Luci del varietà), de Federico Fellini et Alberto Lattuada
  - Amo un assassino, de Baccio Bandini
  - O.K. Néron ! (O.K. Nerone), de Mario Soldati
- 1952 : 
  - Il microfono è vostro, de Giuseppe Bennati
  - L'Héritier de Zorro (Il sogno di Zorro), de Mario Soldati
- 1953 : 
  - Tarantella napoletana, de Camillo Mastrocinque
  - Prima di sera, de Piero Tellini
  - Deux Nuits avec Cléopâtre (Due notti con Cleopatra), de Mario Mattoli
  - La domenica della buona gente, de Anton Giulio Majano
  - Un turco napoletano, de Mario Mattoli
- 1954 : 
  - Il medico dei pazzi, de Mario Mattoli
  - Peccato che sia una canaglia, de Alessandro Blasetti
  - L'Or de Naples (L'oro di Napoli), de Vittorio De Sica
  - L'arte di arrangiarsi, de Luigi Zampa
  - Allegro squadrone, de Paolo Moffa
  - Vergine moderna, de Marcello Pagliero
  - Larmes d'amour (Lacrime d'amore) de Pino Mercanti
- 1955 : 
  - Totò all'inferno, de Camillo Mastrocinque
  - Ballata tragica, de Luigi Capuano
  - Siamo uomini o caporali?, de Camillo Mastrocinque
  - La rossa, de Luigi Capuano
  - Una sera di maggio, de Giorgio Pastina
  - I due compari, de Carlo Borghesio
  - Les Aventures et les Amours de Casanova (Le avventure di Giacomo Casanova), de Steno
  - Suonno d'ammore, de Sergio Corbucci
  - L'ultimo amante, de Mario Mattoli
  - Destinazione Piovarolo, de Domenico Paolella
- 1956 : 
  - Totò faux-monnayeur (La banda degli onesti) de Camillo Mastrocinque
  - Saranno uomini, de Silvio Siano
  - Peccato di castità, de Gianni Franciolini
  - Nos plus belles années (I giorni più belli), de Mario Mattoli
- 1957 : 
  - Peppino, le modelle e... "chella llà" de Mario Mattoli
  - Susanna tutta panna, de Steno
  - Onore e sangue, de Luigi Capuano
  - Amore a prima vista, de Franco Rossi
  - A sud niente di nuovo, de Giorgio Simonelli
  - Primo applauso, de Pino Mercanti
- 1958 : 
  - È arrivata la parigina, de Camillo Mastrocinque
  - Adorabili e bugiarde, de Nunzio Malasomma
  - Ballerina e Buon Dio, de Antonio Leonviola
  - Je ne suis plus une enfant (Non sono più guaglione) de Domenico Paolella
  - Avventura in città, de Roberto Savarese
  - Totò, Peppino e le fanatiche, de Mario Mattoli
  - Totò nella luna, de Steno
- 1959 : 
  - Ferdinando I° re di Napoli, de Gianni Franciolini
  - Spavaldi e innamorati, de Giuseppe Vari
  - Sursis pour un vivant (Pensione Edelweiss), de Victor Merenda, Ottorino Franco Bertolini
  - Prepotenti più di prima, de Mario Mattoli
  - Guardatele ma non toccatele, de Mario Mattoli
  - Totò à Madrid (Totò, Eva e il pennello proibito), de Steno
  - I ragazzi del Juke-Box, de Lucio Fulci
  - La cambiale, de Camillo Mastrocinque
  - Arriva la banda, de Tanio Boccia
  - I ladri, de Lucio Fulci
  - La prima notte, de Alberto Cavalcanti
  - L'Ennemi de ma femme (Il nemico di mia moglie) de Gianni Puccini
- 1960 : 
  - Il corazziere , de Camillo Mastrocinque,
  - Les Adolescentes (I dolci inganni) , d'Alberto Lattuada,
  - Il carro armato dell'8 settembre , de Gianni Puccini,
  - I Teddy boys della canzone, de Domenico Paolella
  - Urlatori alla sbarra, de Lucio Fulci
  - Sanremo, la grande sfida, de Piero Vivarelli
- 1961 : 
  - Che femmina!! e... che dollari!, de Giorgio Simonelli
  - Il re di Poggioreale, de Duilio Coletti
  - Akiko, de Luigi Filippo D'Amico
  - Pugni pupe e marinai, de Daniele D'Anza
  - Lui, lei e il nonno, de Anton Giulio Majano
  - Il giudizio universale, de Vittorio De Sica
- 1962 : 
  - Le Jour le plus court (Il giorno più corto), de Sergio Corbucci
  - Boccace 70 (Boccaccio '70), de Federico Fellini
  - Légions impériales (La leggenda di fra' Diavolo), de Leopoldo Savona
  - Ursus nella Valle dei Leoni, de Carlo Ludovico Bragaglia
  - Uno strano tipo, de Lucio Fulci
  - Il mio amore è scritto sul vento, de Luis César Amadori
  - Lo sgarro, de Silvio Siano
  - Colpo gobbo all'italiana, de Lucio Fulci
- 1963 : 
  - I terribili 7, de Raffaello Matarazzo
  - L'ultima carica, de Leopoldo Savona
  - Il monaco di Monza , de Sergio Corbucci
- 1964 : 
  - La vedovella, de Silvio Siano
  - Anthar l'invincibile, d'Antonio Margheriti
  - Totò contro il pirata nero, de Fernando Cerchio
  - La donnaccia, de Silvio Siano
- 1965 : 
  - S 2 S Base morte chiama Suniper, de Georges Combret
  - La fabbrica dei soldi, de Jean-Claude Roy
  - Non son degno di te, d'Ettore Maria Fizzarotti
- 1966 : 
  - A sud niente di nuovo, de Giorgio Simonelli
  - L'Homme de Marrakech, de Jacques Deray
  - Agente X 77 ordine di uccidere, d'Edgar Lawson
  - Pas de pitié pour Ringo (Dos pistolas gemelas), de Rafael Romero Marchent
  - Te lo leggo negli occhi, de Camillo Mastrocinque
- 1967 : 
  - Il caso difficile del commissario Maigret, de Alfred Weidenmann
  - La donna, il sesso e il superuomo, de Sergio Spina
  - C'era una volta, de Francesco Rosi
- 1968 : 
  - Il ragazzo che sorride, de Aldo Grimaldi
  - Vacanze sulla Costa Smeralda, de Ruggero Deodato
  - Zum Zum Zum - La canzone che mi passa per la testa, de Bruno Corbucci
- 1969 : 
  - Isabella duchessa dei diavoli, de Bruno Corbucci
- 1970 :
  - Et le vent apporta la violence (E Dio disse a Caino), d'Antonio Margheriti
  - L'inafferrabile invincibile Mr. Invisibile, de Antonio Margheriti
  - L'interrogatorio, de Vittorio De Sisti
  - La ragazza del prete, de Domenico Paolella
- 1971 : 
  - La Grosse Combine (Il furto è l'anima del commercio!?...), de Bruno Corbucci
  - Deux Trouillards pistonnés (Io non spezzo... rompo) de Bruno Corbucci
  - Les Clowns (I clowns), de Federico Fellini
- 1972 : 
  - Boccaccio, de Bruno Corbucci
  - Sans sommation (Il clan del quartiere latino), de Bruno Gantillon
  - Miss Dynamite (Tutti fratelli nel West... per parte di padre), de Sergio Grieco
  - Il tuo piacere è il mio, de Claudio Racca
- 1973 : 
  - Provaci anche tu, Lionel, de Roberto Bianchi Montero
  - Commissariato di notturna, de Guido Leoni
  - La ragazza di via Condotti, de Germàn Lorente
- 1974 : 
  - Adolescence pervertie (Adolescenza perversa) de José Bénazéraf
  - Il venditore di palloncini, de Mario Gariazzo
- 1975 : 
  - La cameriera, de Roberto Bianchi Montero
  - La supplente, de Guido Leoni
  - Le malizie di Venere, de Massimo Dallamano
- 1976 :
  - La linea del fiume, de Aldo Scavarda
  - L'Ombre d'un tueur (Con la rabbia agli occhi), de Anthony M. Dawson
  - L'adolescente, de Alfonso Brescia
  - Il comune senso del pudore, de Alberto Sordi
- 1977 : La compagna di banco, de Mariano Laurenti
- 1978 : 
  - I grossi bestioni, de Jean-Marie Pallardy
  - Le Pot de vin (La mazzetta), de Sergio Corbucci
- 1980 : 
  - Le Coucou (Il lupo e l'agnello), de Francesco Massaro
  - La settimana bianca, de Mariano Laurenti
- 1981 : 
  - Delitto al ristorante cinese, de Bruno Corbucci
  - L'onorevole con l'amante sotto il letto, de Mariano Laurenti
- 1984 : Vediamoci chiaro, de Luciano Salce
- 1990 : C'è posto per tutti, de Giancarlo Planta
- 1992 : Edera - serie TV
- 1993 : Ci hai rotto papà, de Pipolo, Franco Castellano
- 2007 : Senza amore, de Renato Giordano
- 2008 : No problem, de Vincenzo Salemme